# Пушистоухая игрунка
Пушистоухая игрунка (лат. Callithrix aurita) — примат из семейства игрунковых. Эндемик Бразилии

## Распространение
Населяют леса атлантического побережья на юго-востоке Бразилии. Из всех игрунок у этого вида самый южный ареал.

## Описание
Внешне напоминают обыкновенную игрунку, но немного больше. Кожа тёмно-серая, хвост полосатый, вокруг ушей хохолки, которые длиннее, чем у обыкновенной игрунки.

## Поведение
Живут в прибрежных лесах на высоте до 500 метров над уровнем моря. Это дневные древесные животные. Образуют группы от двух до восьми особей. В отличие от других игрунок, пушистоухие игрунки едят почти только насекомых. В рационе отсутствуют древесные соки, из-за чего морда у них укороченная. Беременность длится около 170 дней, в помёте обычно двое детёнышей.